# Betxí
Betxí (em valenciano e oficialmente) ou Bechí (em castelhano) é um município da Espanha na província de Castelló, Comunidade Valenciana. Tem 21,4 km² de área e em 2021 tinha 5 605 habitantes (densidade: 261,9 hab./km²).

## Demografia
| Variação demográfica do município entre 1991 e 2004 | Variação demográfica do município entre 1991 e 2004 | Variação demográfica do município entre 1991 e 2004 | Variação demográfica do município entre 1991 e 2004 |
| --------------------------------------------------- | --------------------------------------------------- | --------------------------------------------------- | --------------------------------------------------- |
| 1991                                                | 1996                                                | 2001                                                | 2004                                                |
| 5285                                                | 5284                                                | 5315                                                | 5528                                                |